# Eleanor Farjeon

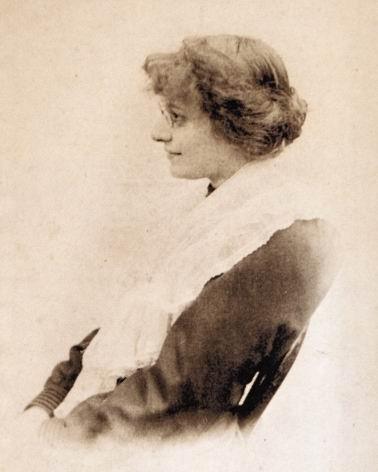
Eleanor Farjeon, 1899

Eleanor Farjeon (* 13. Februar 1881 in London; † 5. Juni 1965 in Hampstead) war eine britische Kinderbuchautorin, Lyrikerin und Dramatikerin.

## Leben
Farjeons Vater war der englische Schriftsteller Benjamin Farjeon, ihr älterer Bruder der Komponist Harry Farjeon. Ihre Kindheit und Familie beschrieb sie in ihrer Autobiographie A Nursery in the Nineties (1935).
Farjeons Name gelangte durch die Interpretation des Liedes Morning Has Broken, dessen Text sie zu der Melodie eines gälischen Volkslieds geschrieben und bereits 1931 veröffentlicht hatte, durch Cat Stevens 1971 zu neuer Bekanntheit.

## Auszeichnungen
- Hans Christian Andersen Award 1956
- Carnegie Medal 1955 für The Little Bookroom (dt. Verzauberte Welt, 1957)
- Regina Medal 1959